# Südmarquesas-Rohrsänger
Der Südmarquesas-Rohrsänger (Acrocephalus mendanae) ist ein Singvogel aus der Gattung der  Rohrsänger (Acrocephalus) und der Familie der Rohrsängerartigen (Acrocephalidae).
Der Vogel ist endemisch auf den südlichen Marquesas-Inseln.
Das Verbreitungsgebiet betrifft Tieflandplantagen, trocken buschbestandene Hänge, Gärten, auch Dörfer bis 1070 m Höhe.
Das Artepitheton bezieht sich auf Alvaro de Mendaña de Neyra, den „Entdecker“ der Marquesas-Inseln.
Früher wurde die Art als konspezifisch mit dem Nordmarquesas-Rohrsänger  (Acrocephalus percernis) angesehen und als „Marquesasrohrsänger“ (Acrocephalus mendanae) bezeichnet. Die Abgrenzung in zwei eigenständige Arten erfolgte im Jahre 2007 durch Alice Cibois.

## Merkmale
Die Art ist 18–22 cm groß, somit ein ziemlich großer Rohrsänger. Die Unterseite ist leuchtend gelb, der Schnabel ist mittellang und leicht gebogen, der Bartstreif ist weißlich, Ohrdecken und Überaugenstreif sind gelb, der Scheitel olivfarben, Nacken und Oberseite gelblich oliv bis dunkel grünlich oliv. Die Oberschwanzdecken sind blass bräunlich-oliv mit gelblichen Rändern, die Flügel- und Schwanzfedern sind schwärzlich, die Handschwingen mit hell gelblich-olivfarbener Berandung, die Steuerfedern haben gelbe Spitzen. Kehle und Unterseite sind hell gelb, die Iris ist dunkel, der Schnabel auf der Oberseite schwärzlich braun, unten hornfarben, die Beine und Füße sind schiefergrau. Die Geschlechter unterscheiden sich nicht.

## Geografische Variation
Es werden folgende Unterarten anerkannt:
- A. m. dido (Murphy & Mathews, 1928) – Ua Pou
- A. m. mendanae Tristram, 1883, Nominatform – Hiva Oa und Tahuata
- A. m. consobrina (Murphy & Mathews, 1928) – Mohotane
- A. m. fatuhivae (Murphy & Mathews, 1928) – Fatu Hiva

## Stimme
Der Gesang wird als Folge variabel kombinierter Pfiffe und Knurrlaute beschrieben.

## Verbreitung und Lebensraum
Die Art ist ein Standvogel. Die Nahrung besteht hauptsächlich aus Insekten einschließlich Libellen, Zweiflüglern, Heuschrecken, Käfern und Spinnentieren, kleinen Eidechsen, Landschnecken sowie Pflanzensamen und Früchten, die zwischen den Blättern und auf dem Erdboden gesucht werden.
Eine bestimmte Brutzeit gibt es nicht, rund ums Jahr können besetzte Nester nachgewiesen werden. Vergleichsweise häufig kann Bruthilfe beobachtet werden. Das Nest ist eine feste Schale aus Blättern, Baststücken, Gras, Kokosnussfasern und Spinnweben in 1 bis 25 m Höhe in eine Astgabel gehängt. Das Gelege besteht aus 3–4 Eiern. Die Küken werden von beiden Elternvögeln gefüttert.

## Gefährdungssituation und Bestand
Die Art wird in der Roten Liste der IUCN als nicht gefährdet (Least Concern) eingestuft. Zwar ist das Verbreitungsgebiet mit etwa 18.500 km² recht klein, allerdings konnten keine Bedrohungen festgestellt werden und die Bestände scheinen stabil zu sein.